# 斯拉布尼夫卡
49°26′3″N 37°10′53″E / 49.43417°N 37.18139°E
斯拉布尼夫卡（烏克蘭語：Слабунівка）是位於烏克蘭東部的村莊，由哈爾科夫州伊久姆區的薩溫齊市鎮負責管轄。該村始建於1778年，面積0.27平方公里，海拔高度144米，2001年人口361，人口密度每平方公里1,347人。